# Vadu Moților, Alba
Vadu Moților (în trecut Secătura, Săcătura sau Neagra, în maghiară Aranyosvágás) este satul de reședință al comunei cu același nume din județul Alba, Transilvania, România.

## Galerie de imagini

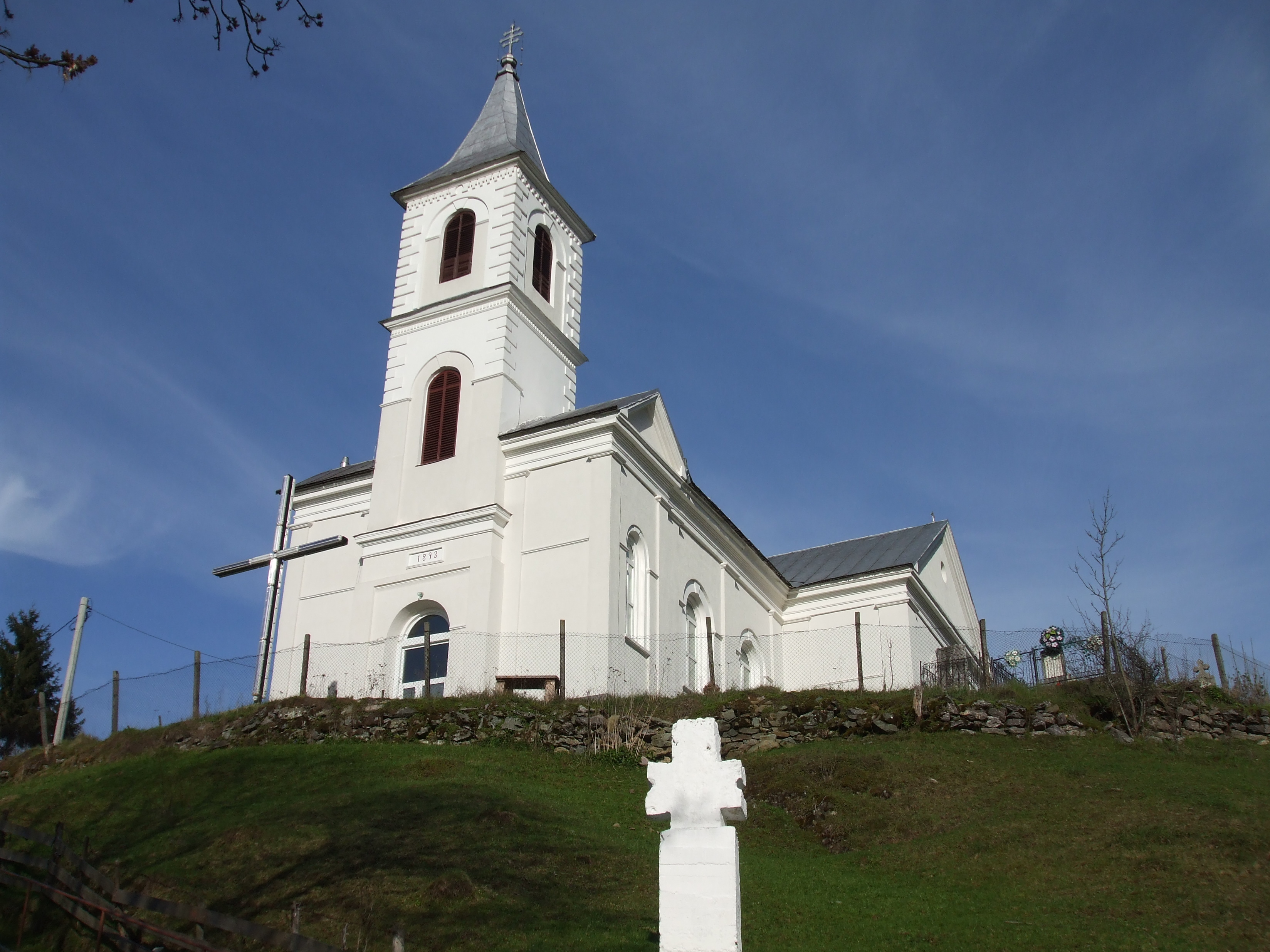
Biserica din Vadu Moților (construită in 1893)
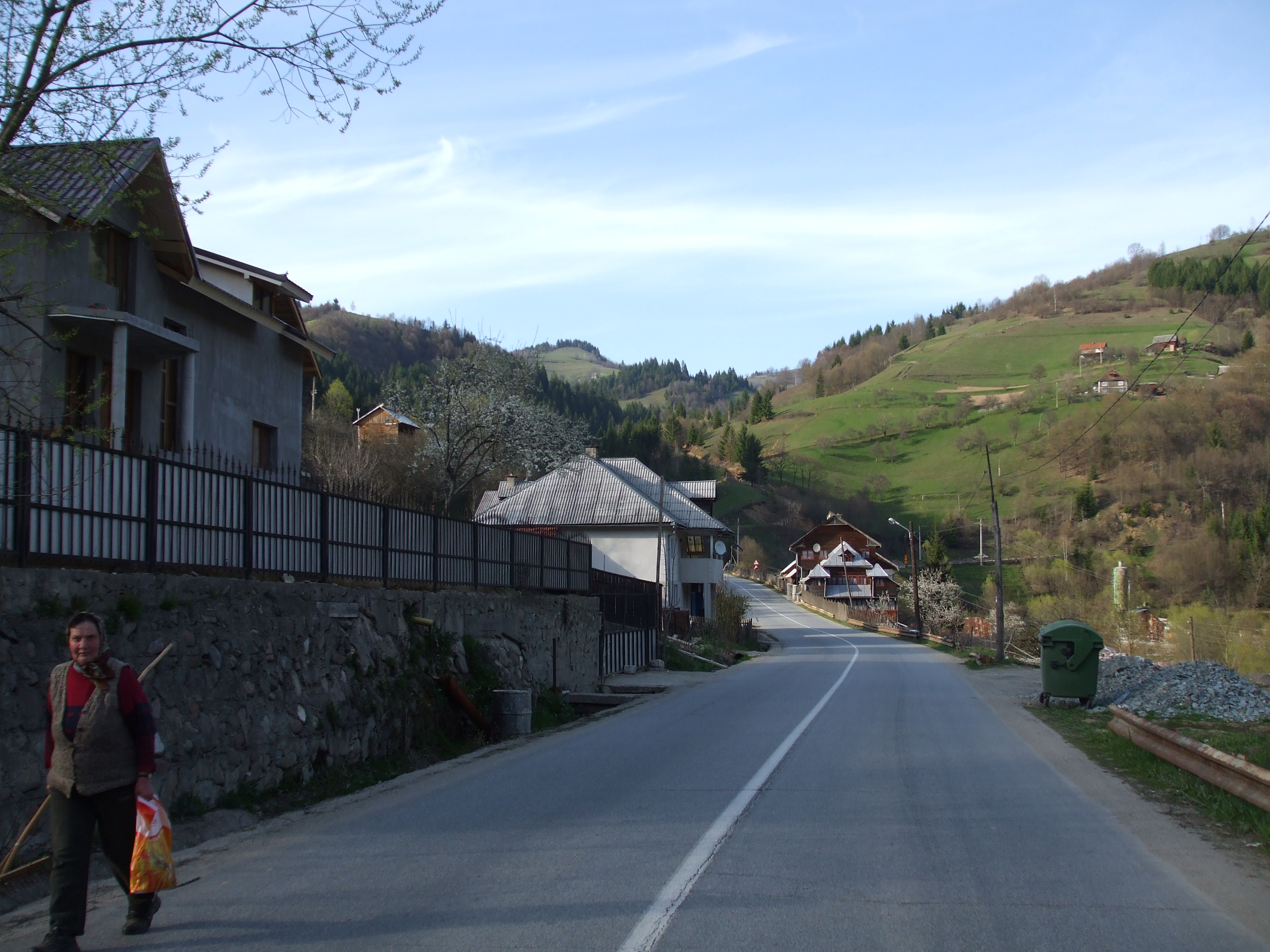
Imagine din Vadu Moților (foto: aprilie 2010)